# 2001 en gymnastique
| Années de la gymnastique : 1998 - 1999 - 2000 - 2001 - 2002 - 2003 - 2004    |
| Décennies de la gymnastique : 1970 - 1980 - 1990 - 2000 - 2010 - 2020 - 2030 |

Les faits marquants de l'année 2001 en gymnastique

## Principaux rendez-vous
- 26-28 juillet : 22es championnats du monde de trampoline à Odense au Danemark.
- 18-21 octobre : 24es championnats du monde de gymnastique rythmique à Madrid en Espagne.
- 24-30 novembre : 35es championnats du monde de gymnastique artistique à Gand en Belgique ; la gymnaste Svetlana Khorkina remporte 3 médailles d'or, 1 d'argent et 1 de bronze.
- 15-17 juin : 17es championnats d'Europe de gymnastique rythmique à Genève en Suisse.
- 16-18 juin : 20es championnats d'Europe de gymnastique acrobatique à Faro au Portugal.
- 2es championnats d'Europe de gymnastique aérobic à Saragosse en Espagne.

## Faits marquants
- Lors des championnats du monde à Gand, un nouvel équipement, appelé « table de saut », est utilisé pour la première fois à la place du saut de cheval traditionnel.
- juillet : l'Olympique Gymnaste Club de Nice prend la forme d'une société anonyme sportive professionnelle (SASP)

## Naissances
- 15 janvier : Alexandra Agiurgiuculese, gymnaste rythmique italienne.
- 23 janvier : Anna Basta, gymnaste rythmique italienne.
- 25 janvier : Angelina Shkatova, gymnaste rythmique russe.
- 30 janvier : Nicol Zelikman, gymnaste rythmique israélienne.
- 1er mars : Farah Salem, gymnaste artistique égyptienne.
- 26 mars : Hanna Haidukevich, gymnaste rythmique biélorusse.
- 7 avril : Trinity Thomas, gymnaste artistique américaine.
- 15 avril : Jordan Chiles, gymnaste artistique américaine.
- 19 avril : Minyar Jerbi, gymnaste rythmique tunisienne.
- 27 juin : Kilian Goffaux, gymnaste acrobatique belge.
- 7 août : Daiki Hashimoto, gymnaste artistique japonais.
- 24 août : Naomi Visser, gymnaste artistique néerlandaise.
- 5 septembre : Anjelika Stoubaïlo, gymnaste rythmique russe.
- 18 septembre : Senda Hammami, gymnaste rythmique tunisienne.
- 16 octobre : Milena Baldassarri, gymnaste rythmique italienne.
- 5 novembre : Caitlin Rooskrantz, gymnaste artistique sud-africaine.
- Date précise inconnue ou non renseignée :
  - Sofia Moussaoui, gymnaste rythmique marocaine.

## Décès
- 17 mars : Zinaida Voronina, gymnaste soviétique, née le 10 décembre 1947.
- 7 juillet : Maria Gorokhovskaya, gymnaste artistique soviétique, née le 17 octobre 1921.
- 30 juillet : Pelageya Danilova, gymnaste artistique soviétique, née le 4 mai 1918.